# 크리스마스 스타
《크리스마스 스타》(노르웨이어: Reisen til julestjernen)는 2012년 공개된 노르웨이의 영화로, 희곡 Reisen til julestjernen을 원작으로 한다.

## 출연

### 주연
- 빌데 자이너
- 안데르스 바스모 크리스티안센(영어판)
- 아그네스 키텔센

### 조연
- 제이콥 오프테브로
- 에비 카세스 로스텐(노르웨이어판)
- 크리스틴 자하리아센(노르웨이어판)
- 안드레 카펠렌(노르웨이어판)

## 기타
- 라인PD: 파벨 뮐러
- 조감독: 미카엘라 스트르나도바
- 의상: 첼 노오스트롬